# Щербаков, Николай Тимофеевич
Николай Тимофеевич Щербаков (1897 — 1944) — советский военачальник, генерал-майор (1941). Командир 244-й и 324-й стрелковых дивизий в период Великой Отечественной войны. Участник Гражданской и Советско-польской войн.

## Биография
Родился 1 мая 1897 года в Москве в рабочей семье. С 1914 по 1917 год работал в Москве на Гужоновском заводе в качестве токаря, с 1917 года в период Октябрьской революции служил при своём заводе в качестве рядового красногвардейского отряда.
С 1918 года призван в ряды РККА и направлен в 6-й Московский пехотный полк и в качестве красноармейца. С 1918 по 1919 год служил в составе 109-го интернационального полка. С 1919 года направлен для службы в органы ВЧК в качестве помощника заведующего оружием запасного батальона военизированной охраны Московской ЧК. В 1920 году обучался в Московских оперативных курсах при ВЧК, по окончании которых был направлен на службу в военную контрразведку и назначен сотрудником особого отдела ВЧК в 4-й армии, был участником Советско-польской войны. С 1920 по 1924 год проходил службу в Особом отделе ВЧК Западного фронта в качестве сотрудника пограничного особого отделения участвовал в Гражданской войне, в том числе в борьбе с армией С. Н. Булак-Балаховича и с другими белорусскими вооружёнными формированиями.
С 1924 по 1925 год в пограничных войсках ОГПУ при СНК СССР — комендант пограничного участка 31-го Тимниковицкого пограничного отряда, уполномоченный 8-го, 11-го и 16-го пограничного отрядов. С 1925 по 1927 год обучался в Высшей пограничной школе ОГПУ. С 1927 по 1932 год  служил в составе 12-го, 13-го и 15-го пограничных отрядов ОГПУ при СНК СССР в должностях уполномоченного и старшего уполномоченного. С 1932 по 1935 год — инспектор отделения Управления пограничной и внутренней охраны НКВД Смоленской области. С 1935 по 1937 год — инспектор отделения Управления пограничной и внутренней охраны НКВД Калининской области. С 1937 по 1938 год — начальник секретного отделения Оперативного отдела Управления пограничных войск НКВД Азербайджанского округа. С 1938 по 1941 год — начальник 42-го Джебраильского (Гадрутского) пограничного отряда войск НКВД. Помимо службы занимался и общественно-политической работой: в 1939 году был избран (с правом решающего голоса) делегатом  XVIII съезд ВКП(б). В 1940 году был избран кандидатом в члены ЦК КП(б) Азербайджана.

### Великая Отечественная война
С 1941 года в период начала Великой Отечественной войны Н. Т. Щербаков был переведён в ряды РККА и направлен в состав 31-й армии и назначен на должность командира 244-й стрелковой дивизии. С июля по сентябрь 1941 года дивизия под его командованием в составе Резервного фронта, участвовала в Духовщинской наступательной операции. С 10 июля по 10 сентября 1941 года дивизия участвовала в боях западнее Ржева и северо-восточнее Ярцево в период Смоленского сражения. Со 2 по 13 октября 1941 года дивизия участвовала в Вяземской операции проведённой в начальный период битвы под Москвой.
С 5 октября 1941 года был назначен командиром Гжатской группы войск, основной задачей которой являлась оборона города Гжатска и Гжатского района. 
С 1941 по 1942 год — генерал для поручений при Военном совете Западного фронта. С февраля по апрель 1942 года — командир 4-й отдельной стрелковой бригады 5-го гвардейского стрелкового корпуса 16-й армии, бригада под его руководством в составе Западного фронта участвовала в Жиздринской операции.
С 7 апреля по 10 июля 1942 года — командир 324-й стрелковой дивизии, дивизия под его руководством вела завершающие бои в Ржевско-Вяземской стратегической наступательной операции, которая являлась продолжением контрнаступления под Москвой. С конца июля по сентябрь 1942 года Н. Т. Щербаков находился в военном госпитале по болезни. С  сентября 1942 по 1944 год — командир 20-й Казанской запасной лыжной бригады (с декабря 1942 года — 6-я учебная бригада, с 10 июня 1944 года — 45-я учебная стрелковая дивизия), одновременно являясь комендантом Казанского гарнизона
Умер 8 июля 1944 года от болезни в казанском эвакогоспитале №361. Похоронен в Казани на Арском кладбище.

## Награды
- Орден Красного Знамени (30.01.1943)
- Орден Красной Звезды
- Орден Отечественной войны II степени (12.11.1943)
- Юбилейная медаль «XX лет Рабоче-Крестьянской Красной Армии» (22.02.1938)[1][2][2].